# Roark (Schiff)
Die Roark, auch USS Roark (Kennung: DE-1053 / FF-1053), war ein bis zum 1. Juli 1975 als Geleitzerstörer, dann als U-Jagd-Fregatte klassifiziertes Schiff der Knox-Klasse. Sie stand von 1969 bis 1991 im Dienst bei der United States Navy. Sie war nach William Marshall Roark (* 23. Oktober 1943, Sioux City, Iowa; † 7. April 1965 über Nordvietnam) benannt, einem US-amerikanischen Marineflieger, der 1965 während eines Einsatzes über Nordvietnam abgeschossen wurde.

## Geschichte
Die Roark wurde am 2. Februar 1966 bei Todd Pacific Shipyards in Seattle, Washington auf Kiel gelegt. Der Stapellauf erfolgte am 24. April 1967, nachdem sie von der Witwe des Namenspatrons getauft worden war. Die Indienststellung bei der Navy fand am 22. November 1969 statt.
Das Schiff war der Pazifikflotte zugeteilt, der Heimathafen war San Diego. Anfang der 1970er Jahre operierte das Schiff vor Vietnam; für den Einsatz dort erhielt die Roark drei Battle Stars.
Am 14. Dezember 1991 wurde die Fregatte außer Dienst gestellt, sie verblieb noch bis zum 11. Januar 1995 im Schiffsregister der Navy. 2004 wurde sie nach Brownsville, Texas, geschleppt, wo sie von der International Shipbreaking Corporation verschrottet wurde.